# Disfonija
Disfonija je poremećaj fonacije govora uzrokovan oštećenjem ili poremećajem vokalnih organa (grkljan). 
Jedan od najčešći uzrok disfonije je laringitis, a može biti uzrokovan i tumorom, traumom ili drugim bolestima koje mogu zahvatiti grkljan.
Disfoniju treba razlikovati od disatrije gdje je zbog poremećaja artikulacije otežan izgovor, ali ne i razumijevanje, čitanje i pisanje, te disfazije gdje je zbog oštećenja kortikalnih centara poremećeno razumijevanje i/ili izgovaranje govora.